# Eureka College

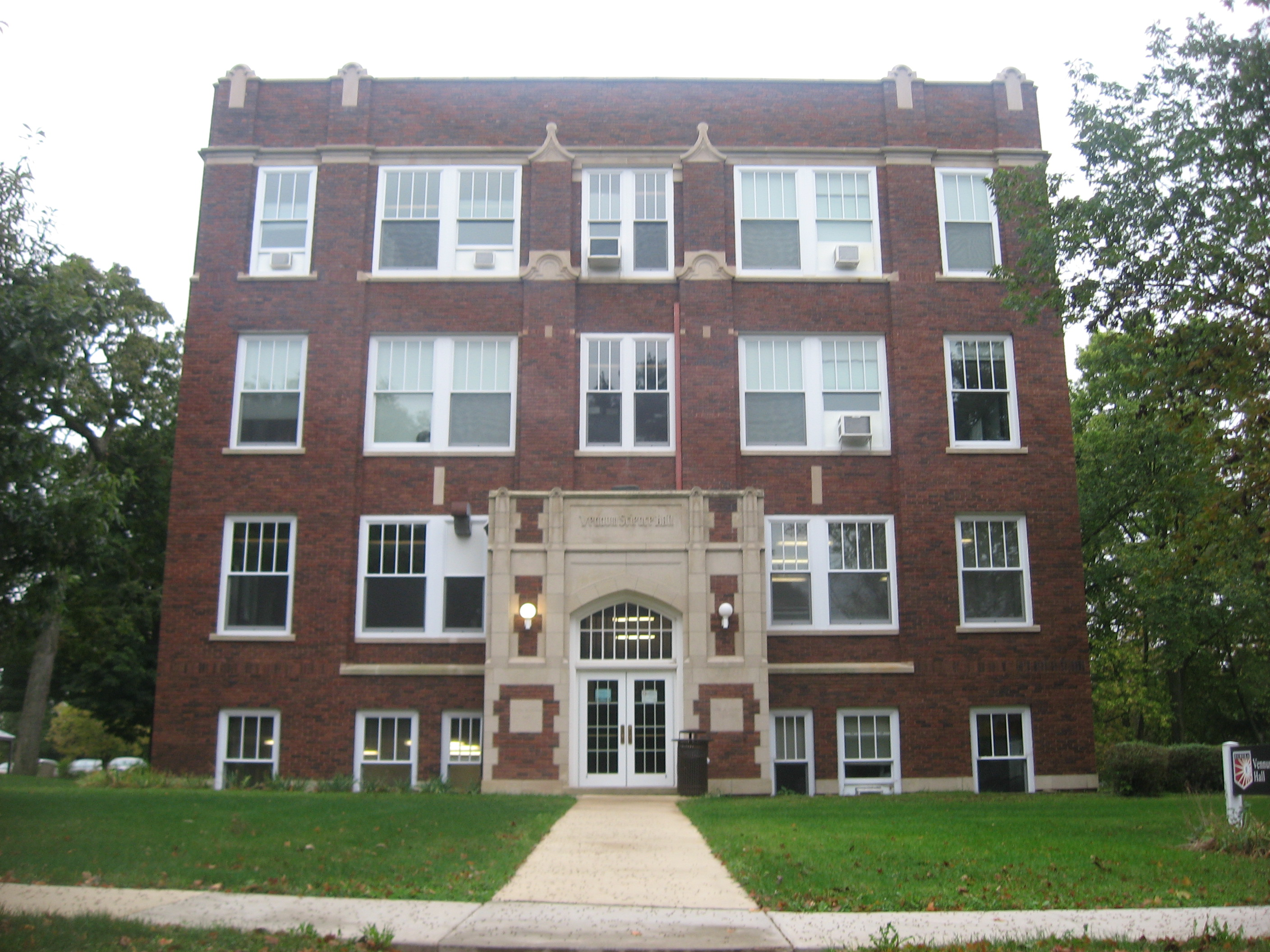
Um dos prédios da Eureka em outubro de 2013.

Eureka College é uma faculdade de artes liberais localizada em Eureka, Illinois, relacionada por convênio com os Discípulos de Cristo. A faculdade tem um forte foco no desenvolvimento mútuo de intelecto e caráter. Entre as atividades mais populares, estão: negócios, história, ciência política, comunicação, e artes cênicas. Em 2011, tinha 785 estudantes. O atual presidente é J. David Arnold, que ocupa este cargo desde 2005.
Em 1856, o futuro presidente dos Estados Unidos Abraham Lincoln discursou no campus. O futuro presidente Ronald Reagan graduou-se pela Eureka em 1932 com uma licenciatura em economia e sociologia, e a faculdade continuou a ser estreitamente associado com o seu legado. Em 2010, a Eureka College foi designada como um distrito histórico nacional pelo Serviço Nacional de Parques.